# Osorkon il Vecchio
Osorkon il Vecchio (... – 978 a.C.) è stato un faraone della XXI dinastia egizia.

## Identificazione e biografia
Come altri rappresentanti della stessa dinastia, questo sovrano è stato per molto tempo noto solamente dalla lista di Manetone (secondo la versione di Sesto Africano), che nella quinta posizione della dinastia citava un Osochōr con 6 anni di regno. Per molto tempo non si poté sapere altro di questo personaggio e molti studiosi iniziarono a pensare che si trattasse di una svista di uno degli epitomatori di Manetone, che avrebbe attribuito uno degli Osorkon della XXII dinastia a quella precedente.
Fu solo nel 1963 che Eric Young notò sugli annali dei sacerdoti di Karnak l'investitura di un sacerdote chiamato Nespaneferhor durante il regno di un certo re Aakheperra-setepenra e, nella generazione successiva, l'investitura del figlio di Nespaneferhor nel 17º anno di regno di Siamon, che quindi doveva essere il successore di Aakheperra-setepenra. Young dedusse che Aakheperra-setepenra doveva essere il praenomen del misterioso Osochōr manetoniano, ma all'epoca questa ipotesi non fu universalmente accettata dagli studiosi.
Nei tempi successivi si fece largo l'idea che questo Osorkon fosse figlio di Sheshonq il Vecchio, che era Grande Capo dei Ma(shuash), e di sua moglie Mehtenweshkhet. In tal caso suo fratello doveva essere Nimlot, Grande Capo dei Ma ma soprattutto padre del futuro Sheshonq I, fondatore della XXII dinastia.

Nel 1976 Jean Yoyotte poté confermare questa ipotesi grazie ad un documento genealogico che riportava un re di origine libica di nome Osorkon come figlio di un Sheshonq e di una Mehtenweshkhet, che era chiamata Madre del Re. Dato che nessuno degli altri re Osorkon conosciuti era figlio di una Mehtenweshkhet, non poteva che trattarsi di Aakheperra-setepenra Osorkon, al quale venne attribuito l'epiteto il Vecchio per evitare confusioni con Osorkon I, suo pronipote.
La luce fatta sulla genealogia di questo sovrano non ha permesso di fare chiarezza anche sugli avvenimenti del suo regno, del quale non sappiamo nulla. Sono in genere accettati come validi i 6 anni di regno riportati da Africano, che lo colloca tra Amenōphthis (Amenemope) e lo sconosciuto Psinachēs, che presumibilmente è da identificare con Siamon.

Non sono noti i rapporti di parentela (se ci furono) di Osorkon il Vecchio con Amenemope e Siamon; in ogni caso, la sua ascesa al trono è un chiaro preludio alla successiva XXII dinastia di origine libica.

## Titolatura
| G5 |

| G5 |

|       |
| \| \| |
|       |
|       |

|  |

|       |
| \| \| |
|       |
|       |

|  |

| G16 |

| G16 |

|  |

| G8 |

| G8 |

|  |

| M23 · X1 | L2 · X1 |

| M23 · X1 | L2 · X1 |

| N5 · O29 | L1 | N5 | U21 · n |

| N5 · O29 | L1 | N5 | U21 · n |

| N5 · O29 | L1 | N5 | U21 · n |

| N5 · O29 | L1 | N5 | U21 · n |

| N5 · O29 | L1 | N5 | U21 · n |

| N5 · O29 | L1 | N5 | U21 · n |

| N5 · O29 | L1 | N5 | U21 · n |

| N5 · O29 | L1 | N5 | U21 · n |

| G39 | N5 |

| G39 | N5 |

| V4 | Aa18 | i | r · V31 · n |

| V4 | Aa18 | i | r · V31 · n |

| V4 | Aa18 | i | r · V31 · n |

| V4 | Aa18 | i | r · V31 · n |

| V4 | Aa18 | i | r · V31 · n |

| V4 | Aa18 | i | r · V31 · n |

| V4 | Aa18 | i | r · V31 · n |

| V4 | Aa18 | i | r · V31 · n |